# Johanna-Dohnal-Förderpreis

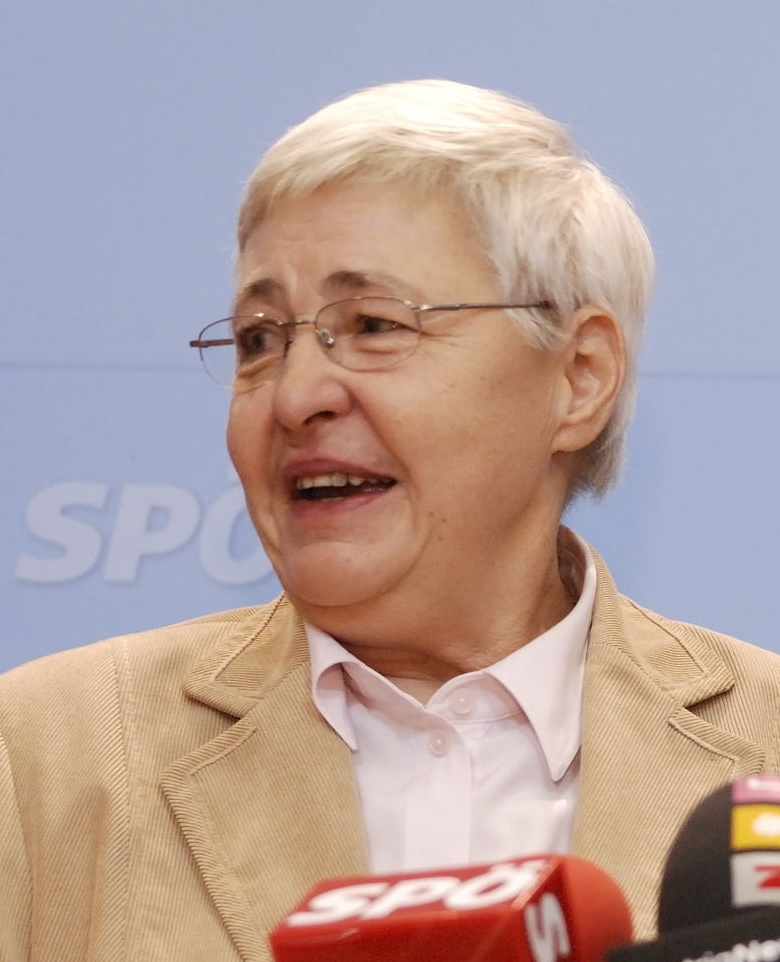
Johanna Dohnal (2007)

Der Johanna-Dohnal-Förderpreis (bis 2006: Johanna-Dohnal-Teilstipendium) wird seit 2004 an Studentinnen bzw. Absolventinnen österreichischer Hochschulen und Universitäten vergeben. Ausgezeichnet werden Master- bzw. Diplomarbeiten oder Dissertationen, welche die Verwirklichung von Geschlechterdemokratie fördern und eine Vorbildwirkung auf Mädchen und Frauen in Ausbildung und Studium haben.

## Geschichte des Förderpreises
2004 überreichten die SPÖ-Frauen der ersten Frauenministerin Österreichs Johanna Dohnal zu ihrem 65. Geburtstag Teilstipendien in Höhe der Studiengebühren für ein Studienjahr. Die Idee zu diesem ‚nachhaltigen‘ Geburtstagsgeschenk stammte von der damaligen Nationalratspräsidentin Barbara Prammer. Damit wurde die Arbeit Donahls, der die Ausbildung von Frauen stets ein wichtiges politisches Anliegen war, gewürdigt. Die Stipendien sollten zudem ein Zeichen für den freien Zugang zu öffentlichen Bildungsinstitutionen und gegen Studiengebühren setzen.
Im ersten Jahr der Vergabe erhielten drei Studentinnen solch ein Teilstipendium: Michaela Kathan, Studentin der Politikwissenschaft und Publizistik an der Universität Wien, für ihre Diplomarbeit Mädchen können mehr!; Barbara Asen, Lehramtsstudentin der Geschichte und Germanistik, für ihre Diplomarbeit zum Thema Zur Konstitution von Weiblichkeit und Männlichkeit im österreichischen Kabarett ab den 1950er Jahren und Veronika Stefanov, Studentin der Wirtschaftsinformatik, für ihre Diplomarbeit über die Analyse und Verbesserung von Softwareentwicklungsprozessen (Software Process Performance Measurement).
Seither werden die Förderpreise, die in den ersten beiden Jahren der Vergabe noch als Teilstipendien ausgewiesen waren, jährlich verliehen. Seit 2007 werden, wenn auch nicht jährlich, zusätzlich Johanna-Dohnal-Stipendien vergeben, die es einer Doktorandin ermöglichen sollen, ein halbes Jahr an ihrem Dissertationsprojekt zu arbeiten. Die Preisträgerinnen und Stipendiatinnen werden von einer Jury ausgewählt. Da die Preise und Stipendien über Sponsoren finanziert werden, unterscheiden sich Anzahl und Höhe von Jahr zu Jahr. Die organisatorischen Tätigkeiten rund um die Ausschreibung und Vergabe obliegt dem Verein Johanna Dohnal Archiv.

## Richtlinien für die Vergabe
Johanna-Dohnal-Förderpreise werden an Studentinnen bzw. Absolventinnen österreichischer Hochschulen und Universitäten für Master- bzw. Diplomarbeiten oder Dissertationen vergeben (unabhängig von ihrem Stadium),
- welche die Verwirklichung von Geschlechterdemokratie fördern
- eine Vorbildwirkung auf Mädchen und Frauen in Ausbildung und Studium haben.

Das Johanna-Dohnal-Stipendium unterliegt denselben Kriterien, es richtet sich aber speziell an Dissertantinnen.

## Liste der Preisträgerinnen und Stipendiatinnen
| Jahr | Preisträgerinnen und Stipendiatinnen |
| ---- | --- |
| 2024 | Förderpreise: - Nathalie Fichtberger für ihre Masterarbeit „Sexualpädagogik an österreichischen Schulen. Der Grundsatzerlass Sexualpädagogik in Lehrmaterialien“ - Judith Goetz für ihre Dissertation „Geschlechterpolitiken der Identitären – Ein Beitrag zur politischen Bildung gegen Rechtsextremismus“ - Katharina Herzog für ihre Masterarbeit „Investing with Impact: The Case of Gender Lens Investing for Non-Professional Investors“ |
| 2023 | Förderpreise: - Klara Kinnl: Rechte Frauen und Frauenrechte - Leda Sutlović: Interpreting Post-Socialist Gendered Transformations through Feminist Institutionalism, Ideas and Knowledge – The Case of Croatia (1970-2010) - Barbara Wucherer: Verschulden und Zerrüttung bei der Ehescheidung und dem nachehelichen Unterhalt: eine Untersuchung aus interdisziplinärer Sicht de lege lata und de lege ferenda Stipendium: - Anna Fliri: VALIE EXPORT, Körperkonfigurationen. Zur politischen Anatomie von Körper und Architektur |
| 2020 | Förderpreise: - Romana Hagyo: Über das Wohnen im Bilde sein (Dissertation) - Maria Sagmeister: Elternschutzrechte im Lichte von Gleichheit und Autonomie. Wie das Recht zu einer gerechteren Verteilung unbezahlter Arbeit zwischen Männern und Frauen beitragen kann (Dissertation) - Sabine Maria Scharf: „Who cares?“ – Sorgearbeit in ländlich peripheren Räumen. Eine qualitative Erhebung mit Frauen aus dem nördlichen Waldviertel (Masterarbeit) Stipendien: - Elisa Heinrich: Intimität und Zugehörigkeit: Freundinnenschaft und Homosexualität in deutschen Frauenbewegungen 1870–1914 (Dissertationsprojekt) - Judith Goetz: Geschlecht (v)erlernen – Impulse zur Förderung der Geschlechterdemokratie in der Mittelschule in Zeiten antifeministischen Backlashs (Dissertationsprojekt)                                                           |
| 2019 | Förderpreise: - Veronika Duma: Rosa Jochmann. Eine biografische Verortung im Spannungsfeld von Widerstand und Verfolgung im (Austro-)Faschismus und Nationalsozialismus aus geschlechtsspezifischer Perspektive (Dissertation) - Veronika Muchitsch: Neoliberal Sounds? The Politics of Beyoncé's Voice (Masterarbeit) - Martina Spießberger: Lehrpersonen im Fokus – Voraussetzungen für geschlechtersensible Interaktion im Mathematikunterricht (Masterarbeit) Stipendium: - Martina Gaigg: Integration und Partizipation durch Weiterbildung? Erfahrungen von Frauen mit Migrationsgeschichte am Beispiel von Bildungsmaßnahmen im Pflegebereich (Dissertationsprojekt) |
| 2018 | ? |
| 2017 | Förderpreise: - Martina Spies: Plätze und Identitäten: Eine architektonisch-soziologische Aufnahme von fünf ausgewählten Plätzen innerhalb der informellen Siedlung Dharavi, Mumbai (Dissertation) - Ninja Bumann: Der weibliche Blick auf die imperiale Peripherie. Die Wahrnehmung Zentralasiens und Bosnien-Herzegowinas um 1900 im Vergleich (Masterarbeit) - Magdalena Andrea Kraus: „No es un tema que se habla“: Die gegenwärtige Rezeption staatlich organisierter Zwangssterilisierungen (1996–2000) in Piura, Peru (Masterarbeit) |
| 2016 | Förderpreise: - Theresa Kaar: Thinking women were bad at math impairs early neural processing: Effects of stereotype threat on working memory performance and P300 (Dissertation) - Hannah Ringhofer: Antifeministische Männerrechtsbewegungen und ihre Auswirkungen auf feministische Soziale Arbeit (Masterarbeit) - Rita Emilia Stangl: Sexualität in österreichischen Biologieschulbüchern. Eine Inhaltsanalyse (Diplomarbeit) Stipendium: - Veronika Helfert: Zur Frauen- und Geschlechtergeschichte der Rätebewegung in Österreich im europäischen Kontext 1916/17–1924 (Dissertationsprojekt) |
| 2015 | Förderpreise: - Marija Petričević: Zur Rechtmäßigkeit medizinischer Eingriffe in die Entwicklung intersexueller Personen. Eine Analyse der Auswirkungen des binären Geschlechtersystems auf die Autonomie zwischengeschlechtlicher Menschen (Dissertation) - Irene Bittner: Freiräume für Bewegungsaktivitäten von jugendlichen Frauen und Männern in der Stadt am Beispiel Zwischenbrücken (Dissertation) - Edith Gahleitner: Mental Health of Survivors of Domestic Violence in Rural Northern India. A Qualitative, Intersectional Approach (Diplomarbeit) - Katarina Hollan: The Gender Wealth Gap in Austria: Evidence from the Household Finance and Consumption Survey (Magisterarbeit) |
| 2014 | Förderpreise: - Marty Huber: Queering Gay Pride. Zwischen Assimilation und Widerstand (Dissertation) - Claudia Sorger: Wer dreht an der Uhr? Geschlechtergerechtigkeit in der Arbeitszeitpolitik der Gewerkschaften (Dissertation) - Ilona Grabmaier: Männlichkeit in der Krise? Die ritualisierte Konstruktion und Reproduktion hegemonialer Männlichkeitsvorstellungen am Beispiel des Krampuslaufes in Dorfgastein (Masterarbeit) - Waltraud Schütz: „..., dass sich beide Ehegatten ein liebloses und kränkendes Verhalten zuschulden kommen ließen.“ Ehekrisen und Scheidungen zwischen 1945 und 1950 in Wien (Diplomarbeit) Stipendium: - Zorica-Iva Sirocic: Von der Graswurzelbewegung zum „bürokratischen Aktivismus“: Der Einfluss externer Förderungen auf die feministischen Bewegungen in Slowenien, Kroatien und Serbien (Dissertationsprojekt) |
| 2013 | Förderpreise: - Elisabeth Anna Günther: Projekt zur intersektionellen Analyse von Studienabbruch (Dissertation) - Evelyn Wascher: Kraft der Verantwortung. Sophie Brandstätter 1941–2002. Eine biografische Re-Konstruktion des Lebens einer politischen Bäuerin aus dem Mühlviertel in Oberösterreich (Diplomarbeit) - Sophie Lillie Stipendium: - Isabella Scheibmayr |
| 2012 | Förderpreise: - Sophie Fröhlich: Mass Spectrometry Imaging of Ultrahigh Molecular Weight Polyethylene (UHMW-PE) Joint Explants (Dissertation) - Christine Gasser-Schuchter: Bildung als Schlüssel zur Teilhabe? Ein komplexes Chancengleichheitsmodell als Antwort auf die anhaltende Benachteiligung ‘bildungsferner Schichten‘ (Dissertation) - Astrid Ebner-Zarl: „Ganz okay, aber bloß nicht übertreiben…“ – Die Einstellung von Studentinnen zu Feminismus vor dem Hintergrund von fortgesetzter Frauendiskriminierung (Diplomarbeit) Stipendium: - Jessica Richter: Dienste als Möglichkeit, den Lebensunterhalt zu organisieren (Österreich 1918–1938) (Dissertationsprojekt) |
| 2011 | Förderpreise: - Christina Keinert: Der Super-Mitarbeiter. Implizite Auswahlgründe als Ursache für anhaltende Frauendiskriminierung (Dissertation) - Sushila Mesquita: Ban Marriage! Ambivalenzen der Normalisierung aus queer-feministischer Perspektive (Dissertation) - Veronika Schwediauer: Same Same But Different: The Political Recruitment of Women and Men to the Austrian Government (Dissertation) - Aleksandra Kolodziejczyk: Ungewöhnliche Solidaritäten. Das Heterogenitätskonzept der feministischen sozialen Bewegung Mujeres Creando in Bolivien (Diplomarbeit) Stipendium: - Stefanie Wuschitz: Entwicklerinnen interaktiver Technologien im öffentlichen Raum (Dissertationsprojekt) |
| 2010 | Förderpreise: - Veronika Eberhart: Qual der Wahl. Spannungen zwischen Subjekt und biomedizinischem Diskurs im Kontext der Wechseljahre (Diplomarbeit) - Verena Ruetz: Prävention statt Repression. Perspektiven polizeilicher und staatlicher Interventionen gegen Gewalt an Migrantinnen (Diplomarbeit) - Ulrike Kuchner: ESO-Daten eines Integralfeldspektographen in astronomischem und künstlerischem Umfeld (Diplomarbeitskonzept) |
| 2009 | Förderpreise: - Andrea Moser: Kampfzone Geschlechterwissen: Kritische Analyse populärwissenschaftlicher Konzepte von Männlichkeit und Weiblichkeit (Diplomarbeit) - Edith Waltner - Martha Weicher |
| 2008 | Förderpreise: - Faika Anna El-Nagashi: Migrantische Sexarbeiterinnen – Überschreiterinnen des Erlaubten: feministische Positionen in Österreich zu Prostitution*Sexarbeit (Diplomarbeit) - Maria Hörtner - Heidi Niederkofler |
| 2007 | Förderpreise: - Christine Klapeer: Die Frage der lesbischen Staatsbürgerin. Feministische und demokratietheoretische Annäherungen (Dissertation) - Veronika Wöhrer: GrenzgängerInnen. Genderdiskurse zwischen Kapitalismus und (Post)Sozialismus (Dissertation) - Eva Voß: Der United Nations Development Fund for Women und sein spezifisches Verständnis von Gender Mainstreaming (Magisterarbeit) - Eva Egermann: Diplomarbeit über das Schüttehausprojekt in Klagenfurt, eine zugleich historische und künstlerische Arbeit über die Architektin Margarete Schütte-Lihotzky und deren Bemühungen zur Verbesserung der Lebensräume von Frauen (Diplomarbeit) Stipendium: - Alexandra Weiss: Regulierung und Politisierung von Geschlechterverhältnissen (Dissertation)                                                                                     |
| 2006 | Förderpreise: - Doris Arztmann - Elke Auer - Esther Straganz - Julia Girardi - Andrea Leitner - Birgit Rosenhammer - Carolin Tener - Tina Ring |
| 2005 | Teilstipendien: - Bernadette Winklbaur: Untersuchungen über schwangere suchtkranke Frauen und ihre Kinder - Natascha Vittorelli: Praktiken der Frauenbewegungsgeschichtsschreibung am Beispiel der Geschichte der ersten Frauenbewegungen im südslawischen Gebieten der Habsburger Monarchie - Ilona Horwath: Koordination des Projektes TE Quality-Technik. Gender. Equality |
| 2004 | Teilstipendien: - Michaela Kathan: Mädchen können mehr! (Diplomarbeit) - Barbara Asen: Zur Konstitution von Weiblichkeit und Männlichkeit im österreichischen Kabarett ab den 1950er Jahren (Diplomarbeit) - Veronika Stefanov: Analyse und Verbesserung von Softwareentwicklungsprozessen (Software Process Performance Measurement) (Diplomarbeit) |